# Saline (Luisiana)
Saline é uma vila localizada no estado americano de Luisiana, na Paróquia de Bienville.

## Demografia
Segundo o censo americano de 2000, a sua população era de 296 habitantes.
Em 2006, foi estimada uma população de 287, um decréscimo de 9 (-3.0%).

## Geografia
De acordo com o United States Census Bureau tem uma área de
3,1 km², dos quais 3,1 km² cobertos por terra e 0,0 km² cobertos por água. Saline localiza-se a aproximadamente 49 m acima do nível do mar.

## Localidades na vizinhança
O diagrama seguinte representa as localidades num raio de 24 km ao redor de Saline.